# Esclusa antimarejada
Una esclusa anti-marejada es una esclusa en un río o canal que sirve para proteger las zonas inundables contra las marejadas. Es una obra de ingeniería hidráulica muy común en la costa atlántica europea, sometida a grandes movimientos de marea.
En tiempos normales, la esclusa queda siempre abierta con objeto de dejar el paso a las embarcaciones, los peces migratorios y la marea normal, necesario para proteger los biotopos típicos de las orillas inundables por el agua salobre. Al cerrar el río cerca de la desembocadura, cuando la meteorología lo impone,  se permite reducir considerablemente la longitud y la altura de los diques detrás de la esclusa antimarejada. Si hay que garantizar el paso de embarcaciones en tiempos de marejadas, tiene que ser doblada por una esclusa a dos puertas. Para ser eficaces, es indispensable que abajo de la esclusa haya zonas inundables que pueden recibir el exceso de agua.

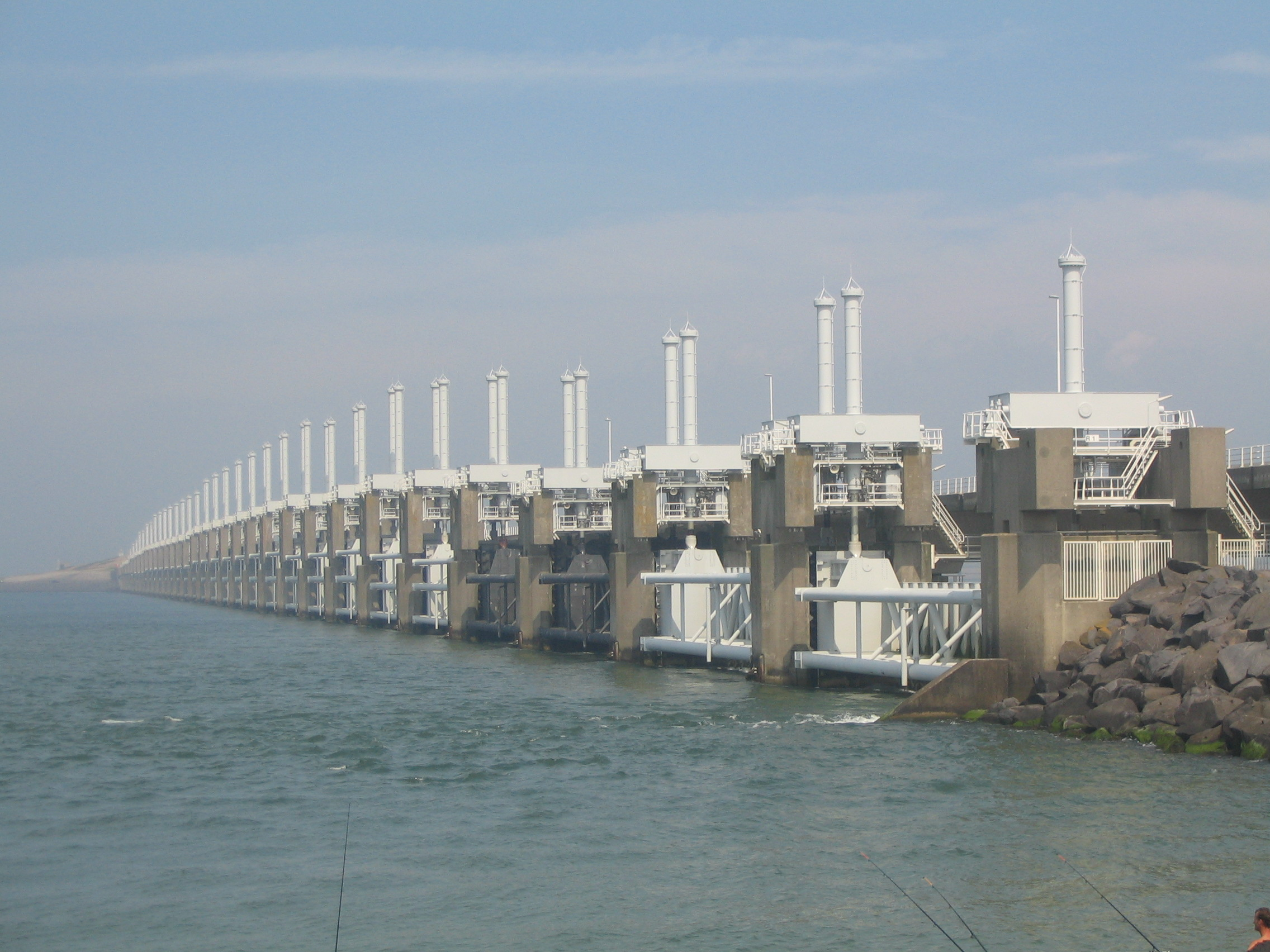
Esclusa antimarejada en el Escalda oriental en los Países Bajos
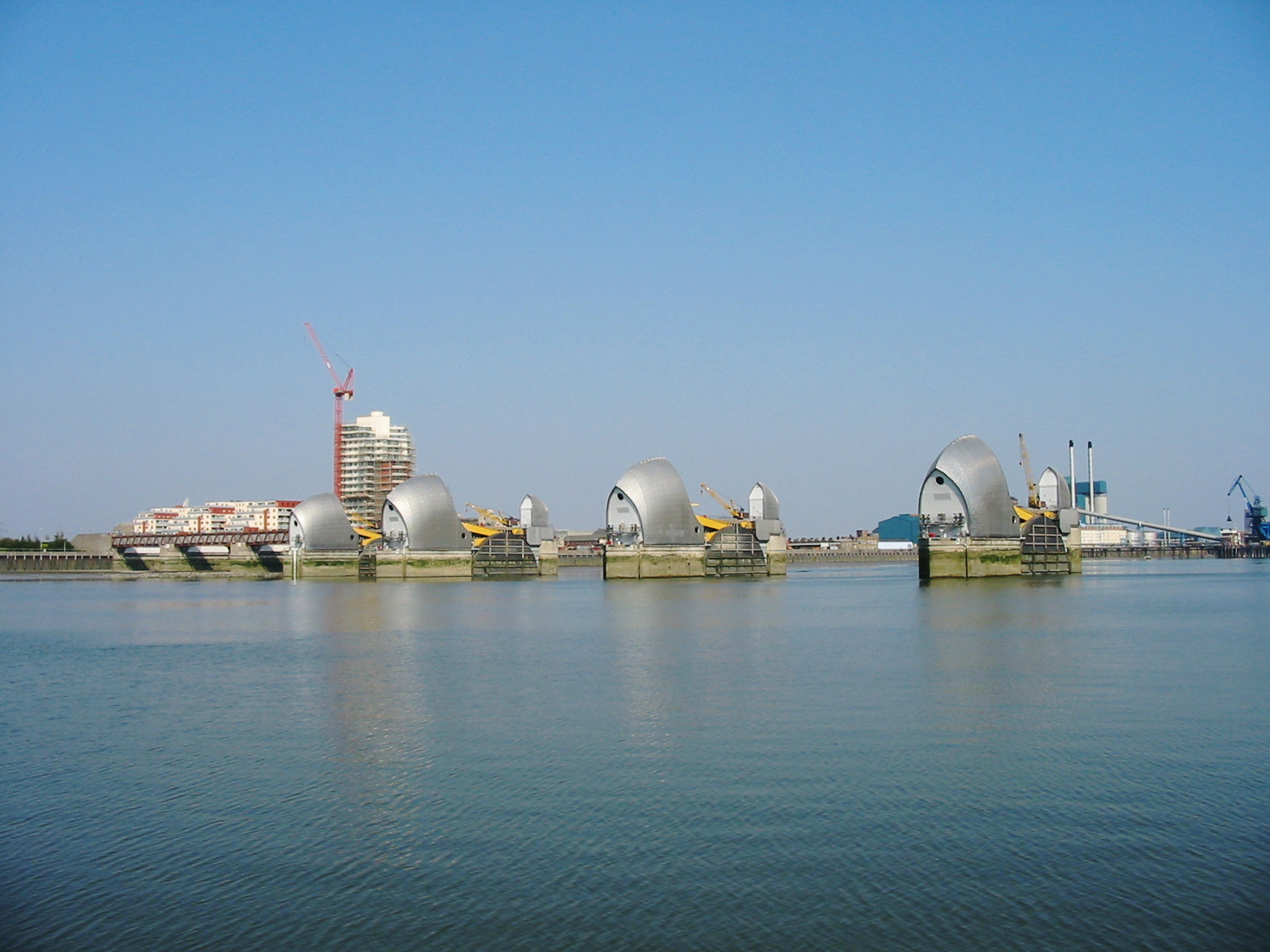
Thames Barrier en el Támesis en Londres
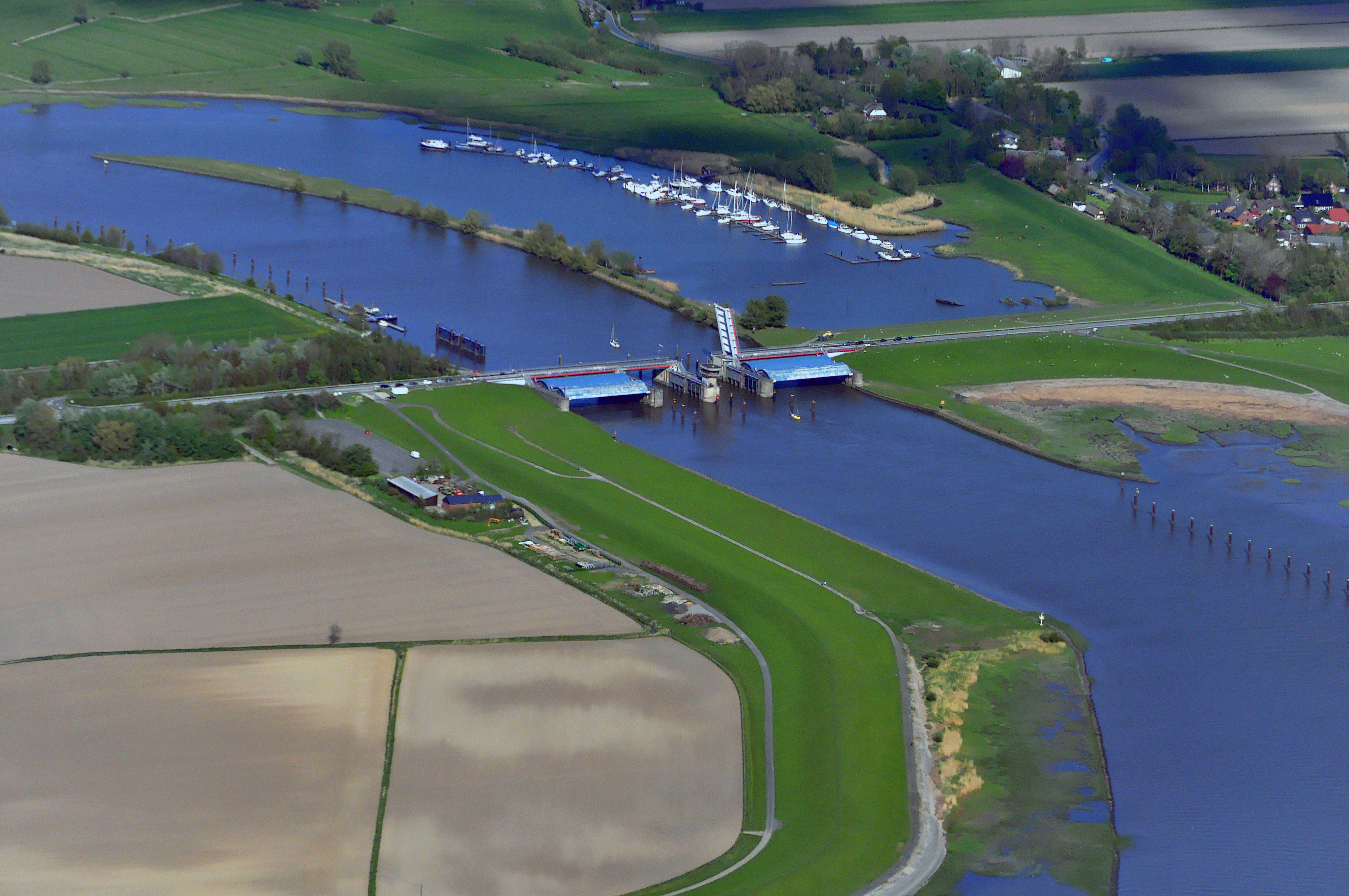
Esclusa en la desembocadura del Stör
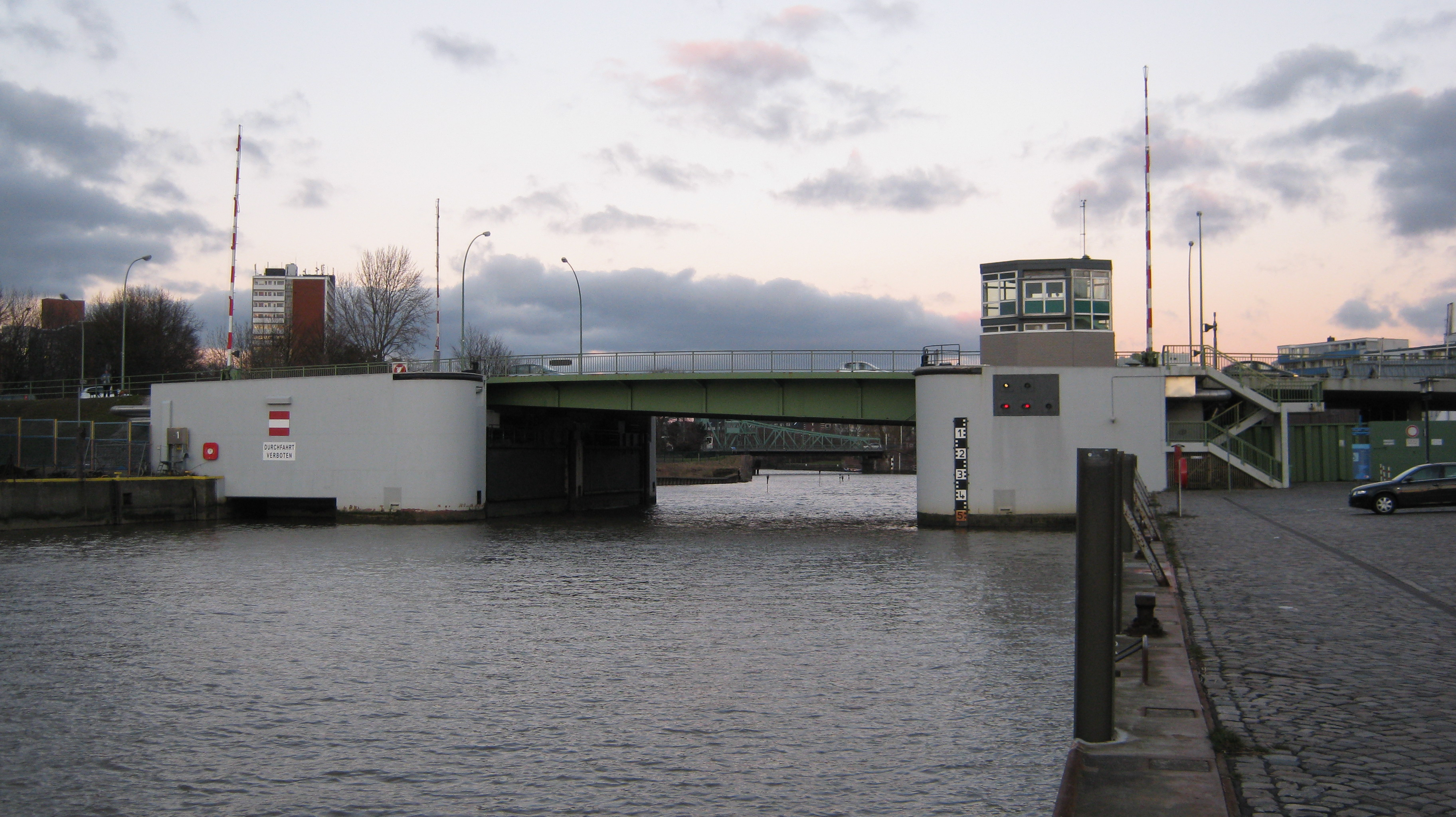
Puenet Kennedy y esclusa antimarejada en el Geeste en Bremerhaven